# Condado de Greenup
El condado de Greenup (en inglés: Greenup County), fundado en 1829, es uno de 120 condados del estado estadounidense de Kentucky. En el año 2000, el condado tenía una población de 36,891 habitantes y una densidad poblacional de 41 personas por km². La sede del condado es Greenup.

## Geografía
Según la Oficina del Censo, el condado tiene un área total de 919 km² (354,8 mi²), de la cual 896 km² (345,9 mi²) es tierra y 21 km² (8,1 mi²) (2.37%) es agua.

### Condados adyacentes
- Condado de Scioto (Ohio) (norte)
- Condado de Lawrence (Ohio) (este)
- Condado de Boyd (sureste)
- Condado de Carter (suroeste)
- Condado de Lewis (oeste)

## Demografía
Según la Oficina del Censo en 2000, los ingresos medios por hogar en el condado eran de $32,142, y los ingresos medios por familia eran $38,928. Los hombres tenían unos ingresos medios de $35,475 frente a los $21,198 para las mujeres. La renta per cápita para el condado era de $17,137. Alrededor del 14.10% de la población estaban por debajo del umbral de pobreza.

## Localidades
| - Bellefonte - Flatwoods | - Greenup - Raceland | - Russell - South Shore | - Worthington - Wurtland |